# Portugál Írószövetség Nagydíja
A Portugál Írószövetség Nagydíja (Grande Prémio de Romance e Novela APE/DGLAB) egy portugál irodalmi díj, melyet a Portugál Írószövetség (Associação Portuguesa de Escritores, APE) 1982 óta ítél oda évente az előző évben megjelent legjobb portugál nyelvű regénynek vagy kisregénynek. A művekről ötfős zsűri dönt, mely minden évben legalább 3/5 arányban megújul. A díj nevében megjelenő másik rövidítés a Könyvkiadásért, Levéltárakért és Könyvtárakért felelős Főigazgatóságra (Direcção-Geral do Livro, dos Arquivos e das Bibliotecas, DGLAB) utal, mely az állami hátteret biztosítja. A hivatalt korábban máshogy hívták, így régebben csupán DGLB szerepelt a teljes név végén. A díjjal járó pénzjutalom jelenleg 15000 €.

## Díjazottak
| Év   | Szerző                       | Műcím                                        | Magyar kiadás címe                 | Fordító      |
| ---- | ---------------------------- | -------------------------------------------- | ---------------------------------- | ------------ |
| 1982 | José Cardoso Pires           | Balada da praia dos cães                     |                                    |              |
| 1983 | Agustina Bessa Luís          | Os Meninos de Ouro                           |                                    |              |
| 1984 | Mário Cláudio                | Amadeo                                       |                                    |              |
| 1985 | António Lobo Antunes         | Auto dos danados                             |                                    |              |
| 1986 | David Mourão Ferreira        | Um Amor Feliz                                |                                    |              |
| 1987 | Vergílio Ferreira            | Até ao fim                                   |                                    |              |
| 1988 | João de Melo                 | Gente feliz com lágrimas                     |                                    |              |
| 1989 | Paulo Castilho               | Fora de Horas                                |                                    |              |
| 1990 | Maria Gabriela Llansol       | Um Beijo Dado Mais Tarde                     |                                    |              |
| 1991 | José Saramago                | O Evangelho segundo Jesus Cristo             | Jézus Krisztus evangéliuma         | Pál Ferenc   |
| 1992 | Helena Marques               | O último cais                                |                                    |              |
| 1993 | Vergílio Ferreira            | Na tua face                                  |                                    |              |
| 1994 | Mário de Carvalho            | Um deus passeando pela brisa da tarde        |                                    |              |
| 1995 | Teolinda Gersão              | A Casa da Cabeça de Cavalo                   |                                    |              |
| 1996 | Augusto Abelaira             | Outrora agora                                |                                    |              |
| 1997 | Rui Nunes                    | Grito                                        |                                    |              |
| 1998 | Fernanda Botelho             | As contadoras de histórias                   |                                    |              |
| 1999 | António Lobo Antunes         | Exortação aos crocodilos                     |                                    |              |
| 2000 | Maria Velho da Costa         | Irene ou o contrato social                   |                                    |              |
| 2001 | Agustina Bessa Luís          | O Princípio da Incerteza I - Jóia de Família |                                    |              |
| 2002 | Lídia Jorge                  | O Vento assobiando nas Gruas                 |                                    |              |
| 2003 | Mafalda Ivo Cruz             | Vermelho                                     |                                    |              |
| 2004 | Vasco Graça Moura            | Por detrás da magnólia                       |                                    |              |
| 2005 | Francisco José Viegas        | Longe de Manaus                              |                                    |              |
| 2006 | Maria Gabriela Llansol       | Amigo e amiga: curso de silêncio de 2004     |                                    |              |
| 2007 | Filomena Marona Beja         | A cova do lagarto                            |                                    |              |
| 2008 | Julieta Monginho             | A terceira mãe                               |                                    |              |
| 2009 | Rui Cardoso Martins          | Deixem passar o homem invisível              | Engedjétek át a láthatatlan embert | Bense Mónika |
| 2010 | Gonçalo M. Tavares           | Uma Viagem à Índia                           |                                    |              |
| 2011 | Ana Teresa Pereira           | O Lago                                       |                                    |              |
| 2012 | Alexandra Lucas Coelho       | E a Noite Roda                               |                                    |              |
| 2013 | Ana Margarida de Carvalho    | Que Importa a Fúria do Mar                   |                                    |              |
| 2014 | Mário Cláudio                | Retrato de Rapaz                             |                                    |              |
| 2015 | Paulo Varela Gomes           | Era Uma Vez em Goa                           |                                    |              |
| 2016 | Ana Margarida de Carvalho    | Não se pode morar nos olhos de um gato       |                                    |              |
| 2017 | H. G. Cancela                | As Pessoas do Drama                          |                                    |              |
| 2018 | Hélia Correia                | Um Bailarino na Batalha                      |                                    |              |
| 2019 | Mário Cláudio                | Tríptico da salvação                         |                                    |              |
| 2020 | Valter Hugo Mãe              | Contra mim                                   |                                    |              |
| 2021 | Julieta Monginho             | Volta ao Mundo em Vinte Dias e Meio          |                                    |              |
| 2022 | Lídia Jorge                  | Misericórdia                                 |                                    |              |
| 2023 | Djaimilia Pereira de Almeida | Toda a Ferida é uma Beleza                   |                                    |              |

## Szűkített listák
A győztes nélkül
2011
- Maria Teresa Horta: As Luzes de Leonor
- Mário Cláudio: Tiago Veiga
- Nuno Júdice: O Complexo de Sagitário
- Teolinda Gersão: A Cidade de Ulisses

2012
- Afonso Cruz: Jesus Cristo Bebia Cerveja
- Jaime Rocha: A Rapariga Sem Carne
- Mário de Carvalho: O Varandim seguido de Ocaso em Carvangel
- Patrícia Portela: O Banquete

2013
- Afonso Cruz: Para onde vão os guarda-chuvas
- António Mega Ferreira: Cartas de Casanova - Lisboa 1757
- Nuno Júdice: A Implosão
- Valter Hugo Mãe: A Desumanização

2014
- Lídia Jorge: Os memoráveis
- Luísa Costa Gomes: Cláudio e Constantino
- Sandro William Junqueira: No céu não há limões
- H.G. Cancela: Impunidade